# Vrydagzynea uncinata
Vrydagzynea uncinata är en orkidéart som beskrevs av Carl Ludwig von Blume. Vrydagzynea uncinata ingår i släktet Vrydagzynea och familjen orkidéer. Inga underarter finns listade i Catalogue of Life.